# Trévol
 Trévol  es una población y comuna francesa, situada en la región de Auvernia, departamento de Allier, en el distrito de Moulins y cantón de Yzeure.

## Demografía
| 847 | 812 | 1004 | 1255 | 1405 | 1366 |
| Para los censos de 1962 a 1999 la población legal corresponde a la población sin duplicidades (Fuente: INSEE [Consultar]) |     |      |      |      |      |